# Eparchia di Neftekamsk

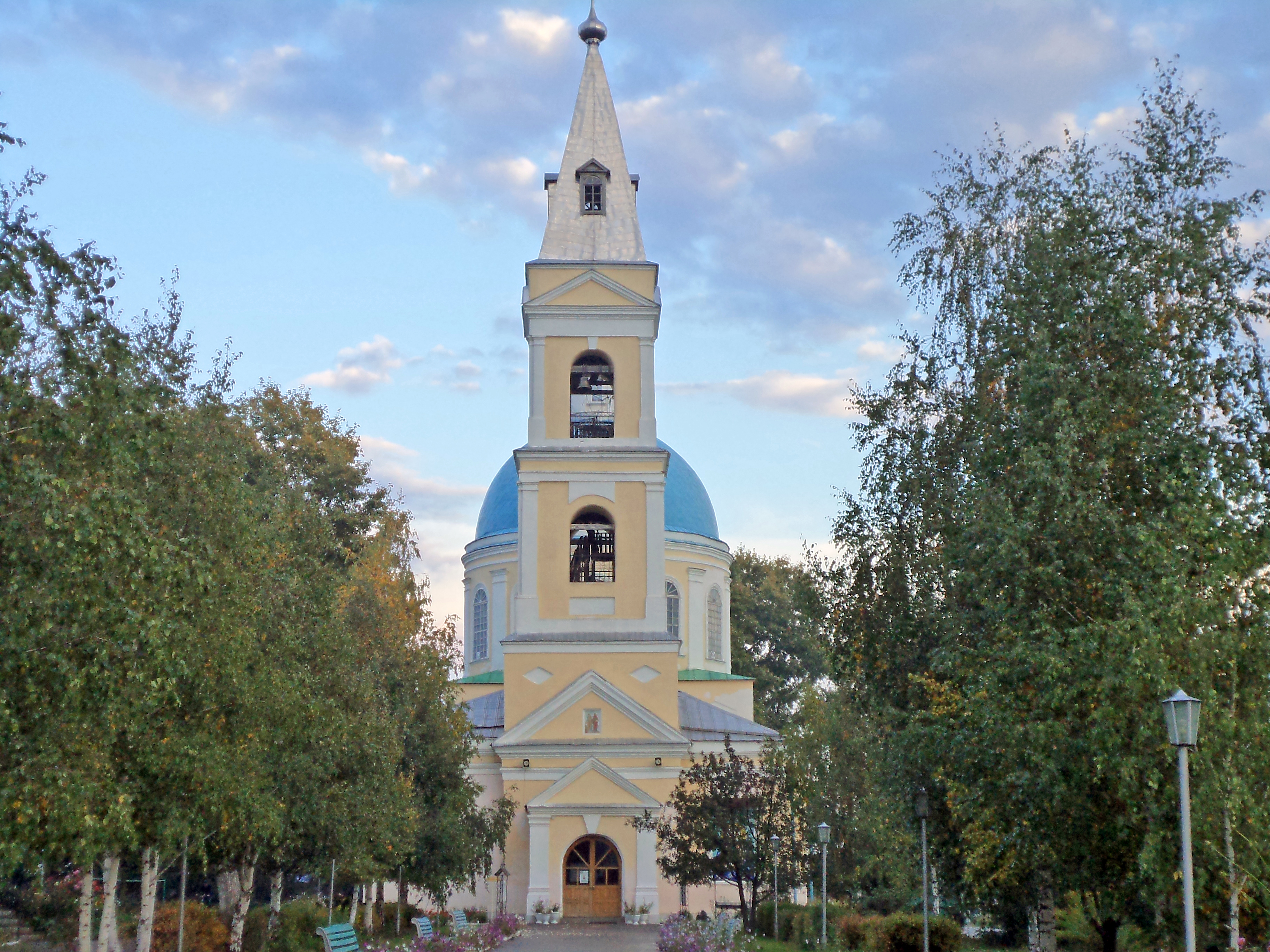
La cattedrale dei Santi Apostoli Pietro e Paolo.

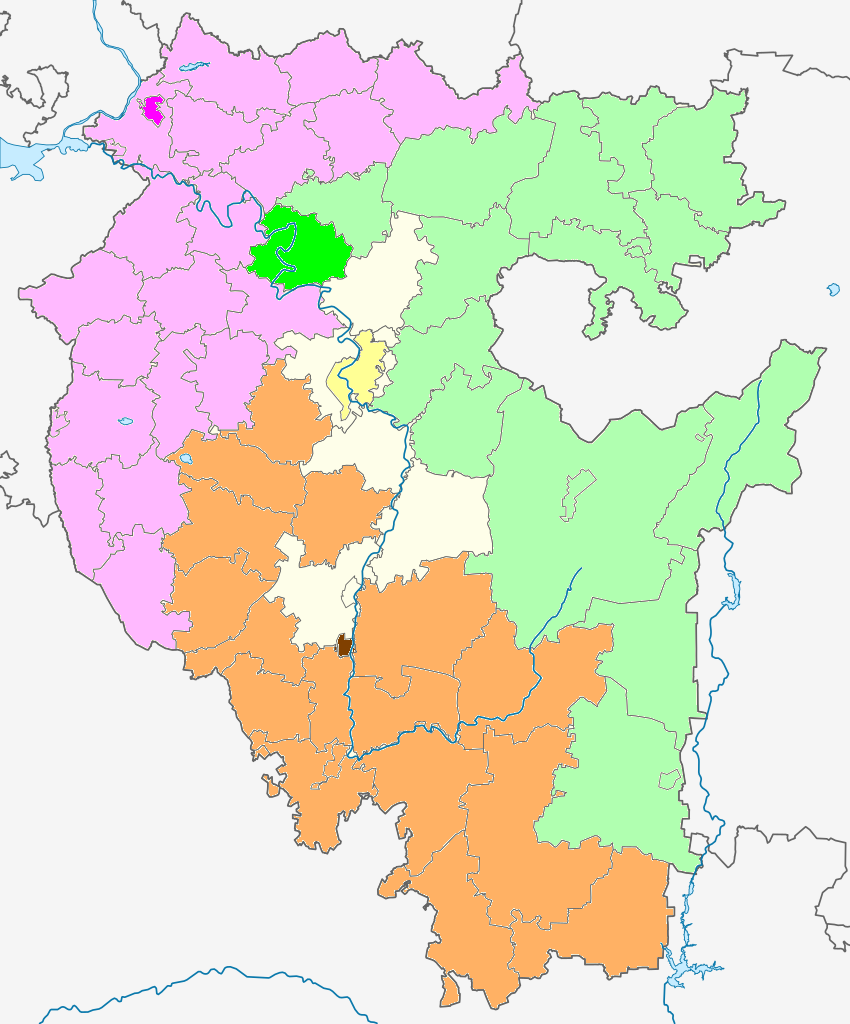
In rosa la mappa dell'eparchia di Neftekamsk nella repubblica della Baschiria.

L'eparchia di Neftekamsk (in russo: Нефтекамская епархия) è una diocesi della Chiesa ortodossa russa, appartenente alla metropolia della Baschiria.

## Territorio
L'eparchia comprende 20 rajon nella repubblica della Baschiria nel circondario federale del Volga.
Sede eparchiale è la città di Neftekamsk, dove si trova la cattedrale dei Santi Apostoli Pietro e Paolo. L'eparca ha il titolo ufficiale di «eparca di Neftekamsk e Oktjabr'skij».
Nel 2021 l'eparchia era suddivisa in 8 decanati per un totale di 93 parrocchie.

## Storia
L'eparchia è stata eretta con decisione del Santo Sinodo del 27 dicembre 2011, con territorio separato da quello dell'eparchia di Ufa. Inizialmente l'eparca aveva il titolo di "Neftekamsk e Belebej", modificato in quello di "Neftekamsk e Birsk" il 4 ottobre 2012. Il 29 luglio 2017 ha ceduto una porzione del suo territorio a vantaggio dell'erezione dell'eparchia di Birsk e da questo momento i suoi pastori hanno il titolo di "eparchi di Neftekamsk e Oktjabr'skij".